# Semidalis pulchella
Semidalis pulchella är en insektsart som först beskrevs av Robert McLachlan 1882.
Semidalis pulchella ingår i släktet Semidalis och familjen vaxsländor. Inga underarter finns listade i Catalogue of Life.